# Jørgen Hansen
Jørgen Christian Hansen (14 agosto 1890 – 10 settembre 1953) è stato un canottiere danese.

## Palmarès

### Olimpiadi
- 1 medaglia:
  - 1 oro (Stoccolma 1912 nel quattro con inriggers)